# Neferit I.
Nefarud I. ali Najfaurud I., bolj znan po svojem heleniziranem imenu Neferit I., je bil faraon Starega Egipta in ustanovitelj 29. dinastije, ki je vladal od leta 399 pr. n. št. do 393 pr. n. št., * ni znano, † 393 pr. n. št.

## Vladanje

### Prevzem oblasti
Domneva se, da je bil Neferit general iz Mendesa v Nilovi delti, ki se je v jeseni 399 pr. n. št. uprl faraonu Armiteju, ga premagal v odprti bitki in nato v Memfisu usmrtil. Zatem se je v Memfisu in morda tudi v Saisu kronal za egipčanskega faraona in preselil prestolnico iz Saise v domači Mendes. Dejstvo, da je Neferit I. izbral Horovo ime Psametika II. in zlato Horovo ime Amazisa II., vladarjev iz 26. dinastije, kaže, da je želel svojo vladavino povezati  z nekdanjo zlato dobo egipčanske zgodovine.

### Vladanje
Po Manetonu je Neferit I. vladal šest let, čeprav so arheološko dokazana samo štiri vladarska leta.
Neferitova gradbena dela so odkrili na številnih krajih po celem Egiptu, v Spodnjem Egiptu v Tmuisu, Tell Robi, Butu, kjer so našli njegov kip, Memfisu, Sakari in njegovem rojstnem mestu Mendes. V Srednjem in Gornjem Egiptu je naročil gradnjo kapele v Akorisu, postavil svoj kip v Ahminu pri Sohagu in prizidal nekaj zgradb v Karnaku. Bazaltna sfinga z njegovim imenom je zdaj razstavljena v Louvru. V Evropo so jo pripeljali že v 16. stoletju in je najprej krasila fontano v  vili Borghese v Rimu.
V zunanjih zadevah je nadaljeval politiko egipčanskega vmešavanja v dogajanja na Bližnjem vzhodu. Po poročilu Diodorja Sicilskega je leta 396 pr. n. št. podprl špartanskega kralja Agezilaja II. v njegovi vojni proti Perzijcem.  Špartanci so osvojili Ciper in Rodos in poskušali razširiti svoj vpliv še bolj proti vzhodu. Neferit je Špartance oskrbel s 500.000 merniki žita in opremo za 100 trirem. Tovor je priplul na Rodos tik pred tem, ko je Perzijcem uspelo ponovno osvojiti otok, zato ga je v celoti zasegel properzijski admiral Konon Atenski.

### Smrt in nasledstvo
Neferit I. je umrl pozimi 394/393 pr. n. št. po šestih letih vladanja. Demotska kronika omenja, da so njegovemu sinu dovolili, da ga nasledi, vendar ne omenja njegovega imena. Zdaj na splošno velja prepričanje, da je bil njegov sin Hakor, ki je vladal samo eno leto, dokler ga ni strmoglavil Psamut, s katerim očitno ni bil v sorodu. Hahorju je naslednje leto uspelo ponovno zasesti egipčanski prestol.

## Grob
Domnevno Neferitovo grobnico je odkrila mešana skupina arheologov z Univerze v Torontu in Univerze v Washingtonu leta 1992-1993. Mogočega lastnika  grobnice so prepoznali po ušabtijih z njegovim imenom, popolnega dokaza pa niso odkrili. V grobnici je še vedno nekaj predmetov in sarkofag iz apnenca. Domneva se, da so jo porušili Perzijci leta 343 pr. n. št. Na področju Neferitovega grobnega  kompleksa so odkrili keramične posode s primerki rib in z ribami prekrite stele, kar se pogosto tolmači kot votivno daritev in bi lahko kazale, da je bilo na tem mestu svetišče ribje boginje Hatmehit. 